# Інститут світової політики
Інститут світової політики (ВПП) є частиною американської наукової школи національної безпеки, розвідки і міжнародних справ. Заснований в 1990 році і розташований в Дюпон-Серкл міста Вашингтон, округ Колумбія.

## Заснування та мета
ІВП був заснований в 1990 році Джоном Ленчовскі, колишнім директор Європи і Радянського Союзу в Раді національної безпеки Сполучених Штатів часів адміністрації Рональда Рейгана.
Згідно з його місією, інститут формує лідерів розвідки, національної безпеки та дипломатії, навчання засобів управління державою.
Навчальна програма надає студентам повний спектр міжнародних реалій, в тому числі історії, політичної культури, існуючих і потенційних загроз, а також стратегічної ролі ідей, цінностей і систем вірувань в світовій політиці.
Особлива увага надається різним елементам управління державою, в тому числі: контррозвідка; контрпропаганда; економічна діяльність та управління державою під час війни; інформаційні операції; політична боротьба; стратегічна м'яка сила і громадська дипломатія. Крім того, факультет складається майже повністю зі старших вчених-практиків, в тому числі послів, старших посадових осіб розвідки, військових, радників президента, а також старших співробітників конгресу, серед багатьох інших, члени ради національної безпеки, розвідки і дипломатичних спільнот.
ІВП пропонує п'ять ступенів магістра мистецтв: в M.A. державного управління і питань національної безпеки, в M.A. державного управління та міжнародних відносин, в M.A. стратегічних досліджень та розвідки, в M.A. стратегічних і міжнародних досліджень (Professional), і в M.A. з питань національної безпеки. Інститут також видає сертифікати випускникам вищих навчальних закладів та курси підвищення кваліфікації.

## Науковці інституту
- Пол Гобл